# Antonio Díaz Gil
Antonio Díaz Gil (Sevilla, 10 de mayo de 1934-ibídem, 5 de abril de 2014) fue un futbolista español que jugaba en la demarcación de delantero.

## Biografía
Tras permanecer en las categorías juveniles del Sevilla F. C., Díaz jugó en el Coria CF hasta 1954, año en el que fichó por el Granada C. F. por una temporada. Volvió al Sevilla, pero esta vez para jugar en el primer equipo, llegando a la final de la Copa del Rey en la temporada 1954/55. En 1956 fichó por el Cádiz C. F. por tres temporadas. Finalmente jugó para el R. C. Celta de Vigo y de vuelta a Andalucía para el Xerez C. D., equipo en el que se retiró como futbolista en 1961.
Falleció el 6 de abril de 2014 en Sevilla a los 79 años de edad.

## Clubes
| Club                | País   | Año       | Partidos | Goles |
| ------------------- | ------ | --------- | -------- | ----- |
| Coria C. F.         | España | 1953-1954 |          |       |
| Granada C. F.       | España | 1954-1955 | 14       | 1     |
| Sevilla F. C.       | España | 1955-1956 | 3        | 1     |
| Cádiz C. F.         | España | 1956-1959 | 36       | 14    |
| R. C. Celta de Vigo | España | 1959-1960 | 5        | 1     |
| Xerez C. D.         | España | 1960-1961 |          | 4     |